# Ion C. Cantacuzino
Ion C. Cantacuzino (n. 12 septembrie 1825, Iași – d. 20 aprilie 1878, Viena) a fost un politician și ministru român. Era fiul caimacamului Constantin Cantacuzino și al Zoei Slătineanu, cât și nepot al lui Ion Ghica.

## Biografie

### Studii
După ce a studiat la Paris, s-a întors în țară, unde a îndeplinit demnități publice: inițial ca ajutor de șef în secția franceză a Ministerului Afacerilor Străine, apoi în magistratură, unde a avansat până la funcția de președinte al Curții de Apel din București, în 1858.

### Politică
S-a implicat în politică, fiind membru al Adunării ad-hoc (1857) și al Adunării Elective din Muntenia, în ianuarie 1859. După Mica Unire, a fost ministru în mai multe guverne (la justiție, culte și instrucțiune publică) și președinte al Curții de Casație.
- Guvernul Nicolae Kretzulescu (București), între 6 septembrie - 11 octombrie 1859 în Principatul Munteniei după Mica Unire - ministru al justiției și interimar al cultelor.

Ulterior, făcând parte din coaliția care l-a răsturnat pe Alexandru Ioan Cuza de la conducerea țării, a fost apoi ministru de justiție în trei guverne consecutive:
- Guvernul Ion Ghica (2) (11 februarie 1866 - 10 mai 1866) - sub Locotenența Domnească din 1866
- Guvernul Lascăr Catargiu (1) (11 mai 1866 - 13 iulie 1866)
- Guvernul Ion Ghica (3) (15 iulie 1866 - 21 februarie 1867)